# Альбатрос чатемський
Альбатрос чатемський (Thalassarche eremita) — морський птах середнього розміру родини альбатросових (Diomedeidae). Гніздиться виключно на острівці Пірамід, фактично скелі у складі архіпелагу Чатем, одному з Субантарктичних островів Нової Зеландії. Цей альбатрос раніше розглядався як один вид разом з Thalassarche cauta і Thalassarche salvini. Зараз популяція цього птаха значно скоротилася, в результаті МСОП помістив його до числа видів, що знаходяться під криточною загрозою. Зараз число птахів оцінюється в 11 тис.